# Guusje Steenhuis
Guusje Steenhuis (ur. 27 października 1992 r.) – holenderska judoczka, wicemistrzyni świata, srebrna i brązowa medalistka Igrzysk europejskich, trzykrotna srebrna medalistka mistrzostw Europy.
Olimpijka z Tokio 2020 i Paryża 2024, gdzie zajęła siódme miejsce w wadze półciężkiej.